# ソ・ダヒョン
ソ・ダヒョン（韓: 서다현、中：徐多賢、英：Seo Da-hyun、2003年1月8日 - ）は、韓国の歌手である。彼女は韓国のガールズグループtripleSおよびそのユニットであるLOVElution、Ariaのメンバーである。

## 生い立ち
ソ・ダヒョンは、大韓民国釜山広域市水営区で生まれた。彼女は翰林演芸芸術高等学校の実用音楽科を卒業した。2018年、SOURCE MUSICのアイドル練習生となり、在籍中にGFRIENDの楽曲「Hope」でコーラスを担当した。

## キャリア

### 2022年–現在: tripleSとしてのデビュー
2022年12月4日、韓国ドラマシリーズ『財閥家の末息子』のオリジナルサウンドトラック「I'm In Love You」をリリースし、tripleSの10番目のメンバーとして紹介された。ソは2023年2月13日に、ミニアルバム『ASSEMBLE』でtripleSとして正式にデビューした。4月19日、キウム・ヒーローズとサムスン・ライオンズの野球の試合で韓国国歌を歌唱した。4月25日、ファンによる投票でtripleSの新ユニットLOVElutionのメンバーに選出された。LOVElutionは8月17日に正式なユニットデビューを果たした。6月9日、韓国ドラマシリーズ『浪漫ドクター キム・サブ 3』の2曲目のオリジナルサウンドトラック「More Than Yesterday」をリリースした。
11月22日、tripleSはボーカルに特化した新ユニットを発表し、ダヒョンはリーダー兼センターとしてあらかじめ選定されたメンバーに選ばれた。このユニットは2024年1月15日にシングルアルバム「Structure of Sadness」で正式にデビューした。1月、ソはLUN8のジ・ウノと共に2024年江原冬季ユースオリンピック開会式でテーマソング「We Go High」を歌唱した。2月4日、韓国ドラマシリーズ『夜に咲く花』の3曲目のオリジナルサウンドトラック「My Hope」をリリースした。tripleSは5月8日にスタジオアルバム『<ASSEMBLE24>』をリリースし、24人の完全体としてデビューした。12月27日、韓国ドラマ『Your Muse, My Goddess』の4曲目のオリジナルサウンドトラック「First Night of Snow」をリリースした。

## ディスコグラフィ

### サウンドトラック参加曲
| タイトル                                                       | 年   | 最高位 | アルバム                            |
| -------------------------------------------------------------- | ---- | ------ | ----------------------------------- |
| Im In Love You (너를 사랑하고 있어)                            | 2022 | 95     | Reborn Rich OST Part.7              |
| More Than Yesterday (오늘도 너야)                              | 2023 | —      | Romantic Doctor 3 OST Part.7        |
| My Hope (바램)                                                 | 2024 | 122    | Knight Flower OST Part.4            |
| "Dreaming" (드림잉) （歌唱: ユヨン, シオン, ダヒョン, ユビン） | 2024 | —      | Dreaming <Shooting Stars X tripleS> |
| "First Night of Snow" (첫 눈이 내리는 오늘 밤)                 | 2024 | —      | Your Muse, My Goddess OST Part.1    |

## 出演

### テレビ番組
| 年   | タイトル | 役割   | 備考                           | 参照   |
| ---- | -------- | ------ | ------------------------------ | ------ |
| 2024 | 覆面歌王 | 回答者 | 「ピザ・アンド・コーラ」として | [ 17 ] |

### ラジオ
| 年   | タイトル                    | 役割       | 備考                   | 参照   |
| ---- | --------------------------- | ---------- | ---------------------- | ------ |
| 2024 | Got7 Youngjae's Best Friend | 固定ゲスト | 2024年10月3日–10月31日 | [ 18 ] |